# Abiskomyia
Abiskomyia (лат.) — род комаров-звонцов из подсемейства Orthocladiinae.

## Описание
Небольшие комары длиной тела от 2,1 до 4,4 мм. Жгутик усиков состоят из 13 члеников. Глаза голые или покрыты волосками. Наличиник крупный, покрыт щетинками. Щупики обычно 4- или 5-члениковые, реже 3-члениковые. Среднеспинка за серединой со светлым овальным участком. Первая радиальная жилка обычно голая, реже с двумя щетинками.
Длина куколки 3,2—5,3 мм. Лоб между усиками с простыми или иногда раздвоенными лобными щетинками на длинных головных бугорках. Личинки длиной 4,5—5 мм. Усики 5-члениковые, расположены на подставке с заостренным выступом. Процерки имеют на конце по 7-9 анальных щетинок.

## Экология
Личинки развиваются в олиготрофных озёрах и прибрежной небольших проточных водоемов. Из частиц субстрата они образуют жёсткие цилиндрические трубки. Роение для имаго не отмечено. После выхода из куколки спаривание происходит на поверхности воды. У некоторых популяций возможно партеногентическое развитие.

## Классификация
В составе рода описано пять видов. Известен также один вид из Северной Америки, который пока не описан.
- Abiskomyia korbokhon Makarchenko & Makarchenko, 2015
- Abiskomyia levanidovi Makarchenko & Makarchenko, 2015
- Abiskomyia paravirgo Goetghebuer, 1940
- Abiskomyia rivalis Makarchenko & Makarchenko, 2015
- Abiskomyia virgo Edwards, 1937

## Распространение
Представители рода встречаются в Голакртике.